# کلرموریس
کلرموریس (به لاتین: Claremorris) یک منطقهٔ مسکونی در جمهوری ایرلند است که در شهرستان مایو واقع شده‌است. کلرموریس ۴٬۴۸۷ نفر جمعیت دارد و ۷۳ متر بالاتر از سطح دریا واقع شده‌است.